# Biserica „Adormirea Maicii Domnului” din Cândești
Biserica „Adormirea Maicii Domnului” este un monument istoric aflat pe teritoriul satului Cândești, comuna Vernești, județul Buzău.